# Клауд, Престон
Пре́стон Эрселл Клауд — младший (англ. Preston Ercelle Cloud, Jr; 26 сентября 1912, Уэст-Аптон, США — 16 января 1991, Санта-Барбара, США) — американский учёный, занимавшийся науками о Земле, палеонтолог. Служил на флоте, где стал чемпионом по боксу, занимался полевыми и академическими исследованиями. Его работы способствовали открытию Кембрийского взрыва. Был также пионером в области экологии. Член ряда обществ. В честь Престона назван вымерший род Клаудины.
Престон Клауд умер дома 16 января 1991 года от пневмонии, вызванной осложнением болезни Лу Герига.

## Книги
- Cloud, Preston. Terebratuloid Brachiopoda of the Silurian and Devonian (англ.). — The Society, 1942.
- Cloud, Preston. Some Problems and Patterns of Evolution Exemplified by Fossil Invertebrates (англ.). — Society for the Study of Evolution, 1948.
- Cloud, Preston. Our Disappearing Earth Resources (неопр.). — Field Enterprises Educational Corporation, 1969.
- Cloud (with Gibor, Aharon), Preston. The Oxygen Cycle (неопр.). — W.H. Freeman[англ.], 1970.
- Cloud, Preston. Major Features of Crustal Evolution (неопр.). — Geological Society of South Africa, 1976.
- Cloud, Preston. Cosmos, Earth and Man: Short History of the Universe (англ.). — New Haven, Conn.: Yale University Press, 1978. — ISBN 978-0300021462.
- Cloud (with Dunham,Kingsley Charles, and Wilson, John Tuzo), Preston. The Evolving Earth (неопр.). — Guild Publishing, 1989.
- Cloud, Preston. Oasis in Space: Earth History from the Beginning (англ.). — W W Norton & Co Inc, 1989. — ISBN 978-0393305838.